# 温斯洛·霍尔
温斯洛·霍尔（英語：Winslow Hall，1912年5月15日—1995年12月27日），美国男子赛艇运动员。他曾代表美国参加1932年夏季奥林匹克运动会赛艇比赛，获得男子八人单桨有舵手金牌。